# One Post Office Square
El One Post Office Square es un moderno rascacielos en la sección del distrito financiero de la ciudad de Boston, en el estado de Massachusetts (Estados Unidos). El rascacielos es el duodécimo edificio más alto de Boston, con una altura de 160 metros (m) y 41 pisos. El edificio tiene exactamente 831,975 pies cuadrados de espacio para oficinas Clase A. Un garaje de estacionamiento adjunto de ocho niveles ofrece 368 espacios de estacionamiento y acceso directo al vestíbulo del edificio. Tiene vistas al Post Office Square Park y fue diseñado por Jung Brannen Associates. Un edificio anterior en el sitio en 101 Milk Street fue la sede del Boston Elevated Railway hasta aproximadamente 1919.

## Diseño y características
El exterior es una torre esculpida de estilo moderno que consta de un marco de acero con una fachada de hormigón agregado.
El vestíbulo de tres pisos tiene un acabado en Rosso Verona estampado y paredes y pisos de mármol travertino acentuados con letreros de bronce espejo, pasamanos y bandas para las ventanas. El HVAC está controlado por un sistema de gestión de energía automatizado para una máxima comodidad y eficiencia. El edificio está conectado con el hotel 'The Langham' a nivel del suelo por un pasadizo privado.
En 2018, el edificio comenzó a renovarse para actualizar el exterior del edificio y agregar espacio adicional. El proyecto se completará en 2021.